# Сизов, Николай Ильич
Никола́й Ильи́ч Сизо́в (5 августа 1927, с. Неверово, Лукояновский уезд, Нижегородская губерния, СССР — 25 октября 1990, Калининград, Калининградская область, СССР) — капитан среднего рыболовного траулера управления тралового флота Балтийского рыбопромышленного треста, Герой Социалистического Труда (1958).

## Биография
Родился 5 августа 1927 года в селе Неверово Лукояновского уезда Нижегородская губернии (ныне Лукояновского района Нижегородской области России) в семье крестьян.
Окончив 8 классов, трудоустроился в колхоз. В декабре 1942 года ушёл добровольцем на фронт Великой Отечественной войны, во время Курской битвы контужен, участник Советско-японской войны. С августа по октябрь 1945 года — командир СУ-76 510-го отдельного самоходного артиллерийского дивизиона 358-й стрелковой дивизии Забайкальского фронта, младший лейтенант. Награждён орденом Красной Звезды.
В феврале 1948 года вышел в запас, приехал в Калининградскую область и трудоустроился в Управление тралового флота. В 1949 году окончил ускоренный курс рижской школы штурманов малого плавания, в следующем году устроился по полученной специальности капитаном малых и средних рыболовных траулеров (МРТ и СРТ). В Северной Атлантике добивался рекордных выловов. В 1954 году за освоение сельдяного промысла награждён орденом Ленина.
Указом Президиума Верховного Совета СССР от 31 мая 1958 года «за особые заслуги в развитии рыбного промысла в открытых морях и достигнутые высокие показатели в добыче рыбы» удостоен звания Героя Социалистического Труда с вручением ордена Ленина и золотой медали «Серп и Молот».
В 1965 году окончил Калининградское мореходное училище (ныне Калининградский морской рыбопромышленный колледж), командовал крутпнотоннажными судами, в 1968—1974 годах — капитан-флагман Калининградской базы экспедиционного флота. В 1974 году командирован на Кубу, был инструктором местных специалистов рыбной промышленности.
Избирался членом Калининградского обкома КПСС. Скончался 25 октября 1990 года в Калининграде, похоронен на Военно-мемориальном кладбище «Курган славы» в посёлке Медведевка Гурьевского городского округа Калининградской области.
Награждён 2 орденами Ленина (09.03.1954, 31.05.1958), орденами Отечественной войны 2-й степени (11.03.1985), Красной Звезды (12.10.1945), медалями, в том числе «За трудовую доблесть» (13.04.1963).